# Stadion Alkazar
Stadion Alkazar (grec. Στάδιο Αλκαζάρ) – wielofunkcyjny stadion sportowy klubu AE Larisa, znajdujący się w Larisie (stolica Tesalii, Grecja) przy ulicy Kozanis, na północnych obrzeżach miasta. Został zbudowany w 1964 roku. Od ostatniej przeróbki (w 2005 roku) może pomieścić 13 108 widzów. Wymiary boiska to 105 x 68m. W 2010 roku piłkarze AE Larisa przenieśli się na nowy obiekt, AEL FC Arena.